# Erromenus apertus
Erromenus apertus là một loài tò vò trong họ Ichneumonidae.